# Białogóra (wieś)
Białogóra (kaszb. Biôło Gòra lub też Biôłô Góra, niem. Wittenberg) – wieś w północnej Polsce, położona w województwie pomorskim, w powiecie puckim, w gminie Krokowa, na Wybrzeżu Słowińskim, na Kaszubach.
W skład sołectwa Białogóra wchodzi również miejscowość Górczyn.
Na plaży k. Białogóry, przy wejściu nr 33 zorganizowano letnie kąpielisko morskie, obejmujące 100 m linii brzegowej. W 2013 r. sezon kąpielowy wyznaczono na okres od 1 lipca do 31 sierpnia.

## Położenie
Białogóra jest położona we wschodniej części Wybrzeża Słowińskiego, w odległości 1,1 km od Morza Bałtyckiego, pomiędzy Władysławowem a Łebą. Miejscowość rozciąga się na skraju Wierzchucińskich Błot.
W odległości 2,5 km na północny wschód od wsi znajduje się zalesiona wydma Białogóra, od której wzięło nazwę letnisko. Wokół ciągną się lasy sosnowe. Ok. 0,6 km na północny zachód znajduje się jezioro Babnica. Ok. 1 km na południowy wschód przepływa Białogórska Struga.
Miejscowość jest objęta w całości Nadmorskim Obszarem Chronionego Krajobrazu. Przy wschodniej części wsi rozpoczyna się Nadmorski Park Krajobrazowy. Ok. 200 m od północno-wschodniej zabudowy Białogóry znajduje się rezerwat przyrody Białogóra (pow. 211,07 ha), który chroni fragmenty nadmorskiego lasu bagiennego oraz boru bażynowego. Północną i zachodnią część wsi oplata specjalny obszar ochrony siedlisk "Białogóra".

## Historia
Białogóra została po raz pierwszy wymieniona w 1414 roku w krzyżackim przekazie źródłowym w formie Weissenberg (tłumacząc na język polski to Biała Góra). Nazwa polska użyta była w inwentarzu dóbr i dochodów biskupstwa włocławskiego w 1534 r. Miejscowość występowała również w piśmiennictwie pod innymi nazwami: Białagura (1659), Biała Góra (1772), Wittenberg (1912). W 1945 r. wieś została przyłączona do Polski. Polską nazwę Białogóra ustalono ostatecznie w 1947 r. W latach 60. powstały pierwsze ośrodki wypoczynkowe. W latach 70. i 80. uległa rozbudowie infrastruktura, od początku lat 90. nasiliła się rozbudowa pod kątem turystycznym: kwatery prywatne, pensjonaty. Zachowały się domy ryglowe z II połowy XIX w.
W latach 1946–1998 miejscowość administracyjnie należała do województwa gdańskiego.